# Heinz Höhne
 (juillet 2020).
Pour les articles homonymes, voir Höhne.
Heinz Höhne, né en 1926 à Berlin et mort le 27 mars 2010 à Großhansdorf, est un journaliste, essayiste et historien allemand spécialisé dans l'histoire du renseignement sous le Troisième Reich.

## Publications
- Der Orden unter dem Totenkopf – Die Geschichte der SS. Verlag Mohn, 1967 (Viele Auflagen folgten, z. B. 2002,  (ISBN 3-572-01342-9); die letzte im Bassermann Verlag 2008. Keine dieser Auflagen wurde überarbeitet oder auf Fehler hin korrigiert.)
  - (traduction en français) L'Ordre noir : histoire de la SS  (trad. Bernard Kreiss), Casterman, 1968, 289 p.
- Kennwort Direktor. Die Geschichte der Roten Kapelle. S. Fischer, Frankfurt am Main 1970.
- Canaris – Patriot im Zwielicht. Bertelsmann, München 1984,  (ISBN 3-570-01608-0).
  - (traduction en français) Canaris : la véritable histoire du chef des renseignements militaires du IIIe Reich  (trad. Jean Clem), Balland, 1979, p. 594

- Der Krieg im Dunkeln. Macht und Einfluss der deutschen und russischen Geheimdienste. Bertelsmann, München 1985,  (ISBN 3-570-05667-8).
- Gebt mir vier Jahre Zeit. Hitler und die Anfänge des Dritten Reichs. Ullstein, 1996,  (ISBN 3-550-07095-0). (als: Zeit der Illusionen – Hitler und die Anfänge des Dritten Reiches 1933–1936. Econ, 1991,  (ISBN 3-430-14760-3))
- Mordsache Röhm – Hitlers Durchbruch zur Alleinherrschaft 1933–1934. Rowohlt, Reinbek 1984,  (ISBN 3-499-33052-0).
- mit Hermann Zolling: Pullach intern – General Gehlen und die Geschichte des Bundesnachrichtendienstes. Hoffmann und Campe, Hamburg 1971,  (ISBN 3-455-08760-4).
- Machtergreifung – Deutschlands Weg in die Hitler-Diktatur. (= Spiegel-Buch, Nr. 39). Rowohlt, Reinbek 1983,  (ISBN 3-499-33039-3).